# 次亜臭素酸
次亜臭素酸（じあしゅうそさん、hypobromous acid）は臭素のオキソ酸の一種で、化学式 HBrO の化合物。

## 性質
水と一酸化二臭素が反応してできる化合物。
{\displaystyle {\ce {Br2O + H2O -> 2HBrO}}}
漂白作用がある。次亜塩素酸に性質が似ている。遊離酸よりも塩が安定である。また、臭素を水に溶かすと、平衡により一部が臭化水素と次亜臭素酸となる。
{\displaystyle {\ce {Br2 + H_2O <=> HBr + HBrO}}}

## 塩
次亜臭素酸塩は、殺菌力があり漂白などに使われる。
- 次亜臭素酸アンモニウム
- 次亜臭素酸カルシウム
- 次亜臭素酸カリウム
- 次亜臭素酸ナトリウム